# Нейпир

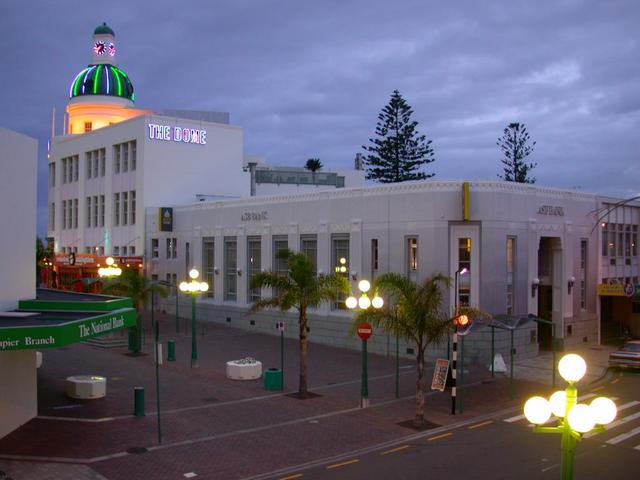
Одна из площадей Нейпира

Не́йпир (англ. Napier, маори Ahuriri) — город на Острове Северный Новой Зеландии, центр региона Хокс-Бей (англ. Hawke's Bay).
Население города составляет 57 240 человек (2013 год). На языке коренного населения страны маори город именуется Аурири (маори Ahuriri).

## География
Расположен на южном берегу залива Хок.

## Климат
| Показатель                    | Янв. | Фев. | Март | Апр. | Май  | Июнь | Июль | Авг. | Сен. | Окт. | Нояб. | Дек. | Год  |
| ----------------------------- | ---- | ---- | ---- | ---- | ---- | ---- | ---- | ---- | ---- | ---- | ----- | ---- | ---- |
| Средний суточный максимум, °C | 24,4 | 24,1 | 22,6 | 19,9 | 17,1 | 14,5 | 14,1 | 14,8 | 16,9 | 19,2 | 21    | 23   | 19,4 |
| Средний суточный минимум, °C  | 14,6 | 14,5 | 12,8 | 10,2 | 7,1  | 4,9  | 4,6  | 5,2  | 7,1  | 9,4  | 11,2  | 13,4 | 9,6  |
| Норма осадков, мм             | 48   | 62   | 85   | 75   | 62   | 81   | 92   | 67   | 65   | 55   | 57    | 56   | 803  |
| Источник:                     |      |      |      |      |      |      |      |      |      |      |       |      |      |

## Экономика
Сельское хозяйство является основой экономики города и региона. Особо развито овцеводство и город по праву признан крупнейшим центром производства шерсти в Южном полушарии. Традиционно развито садоводство, в последние годы все большее значение имеет возделывание виноградников.
Среди промышленности наибольшее развитие получили предприятия электронной промышленности, производство минеральных удобрений и винодельческие предприятия. Ещё до недавних пор в городе находилось табачное производство компании British American Tobacco, ежегодно производившее 2,2 миллиарда сигарет всемирно известной марки Rothmans.
В городе расположен открытый морской порт.

## Города-побратимы
- Ляньюньган, Китай
- Томакомай, Япония
- Виктория, Канада